# Benoît de Savoie
Benoît-Maurice de Savoie (Benedetto Maria Maurizio), né le 21 juin 1741 et mort le 4 janvier 1808, est un prince de la Maison de Savoie et chef militaire, titré prince de Savoie, duc de Chablais et marquis d'Ivrée. Il est né sous le règne de son père Charles-Emmanuel III, roi de Sardaigne. Il épouse sa nièce, et il est le propriétaire du Palazzo Chiablese à Turin ; les deux n'ont pas de descendants. Il est également le neveu de l'empereur François Ier du Saint-Empire.

## Biographie
Le duc de Chablais est né au palais de Venaria. Il est le plus jeune enfant de son père Charles-Emmanuel III de Sardaigne et d'Élisabeth-Thérèse de Lorraine. Sa mère est morte en lui donnant naissance. Il lui est donné le prénom de son parrain, le pape Benoît XIV.
Connu aussi comme Benedetto ou Maurizio, à l'époque de sa naissance, il est troisième dans la ligne de succession de la Sardaigne après son demi-frère aîné, le prince de Piémont (futur Victor-Amédée III) et le prince Charles qui meurt en bas âge.
En 1754, le prince entre dans sa treizième année, âge qui lui permet d'accéder au trône et de gouverner sans régence et d'avoir sa propre Maison. Son père lui offre une résidence personnelle nommé plus tard "Palazzo Chiablese". Le prince confie l'embellissement de sa résidence à l'architecte Benedetto Alfieri.
En 1763, son père lui donne le duché de Chablais avec les terres de Cureggio, Trino, Dezan, Crescentino, Riva di Chieri, Bien, Ghemme Pollenzo Tricerro, Apertole Centallo.  En 1764, il achète la seigneurie de Agliè, où le palais ducal d'Agliè est situé. Acheté auprès de son frère, Benoît de Savoie effectue des améliorations à l'édifice, sous la direction d'Ignace de Birago Borgaro.François Ier, empereur du Saint-Empire romain, qui a du abandonner son Duché de Lorraine et son Duché de Bar à la France, considère son neveu comme un prince de son sang. Voulant resserrer davantage les liens qui unissaient ce prince à la Maison de Lorraine, il décide de lui donner en mariage sa fille, l'archiduchesse Marie-Christine d'Autriche (1742-1798). Or l'archiduchesse qui est l'enfant préféré de sa mère la fameuse impératrice, s'est éprise d'un autre prince cadet, le duc Albert de Saxe. La mère soutenait sa fille, l'empereur met son veto. La situation est bloquée jusqu'au décès de l'empereur en 1765. L'archiduchesse épouse dès 1766 le prince que son cœur a élu.
Le duc épouse sur le tard la princesse Marie-Anne de Savoie au palais royal de Turin le 19 mars 1775. Marie-Anne est sa nièce et sixième enfant de son frère aîné Victor-Amédée III de Sardaigne et de son épouse Marie-Antoinette d'Espagne. Le mariage reste sans enfant. Noté comme un bon soldat Chablais reçoit le commandement de l'Armée d'Italie qui contient des troupes françaises et œuvre pour la restauration de la monarchie en France après l'exécution de Louis XVI en 1793. Il prend part à la bataille de Loano.Son frère, Victor-Amédée III de Sardaigne, le créé marquis d'Ivrée le 19 juin 1796.
Le duc de Chablais doit s'exiler quand la France envahit le Piémont et meurt en 1808 à Rome. Il est enterré à l'église San Nicolo dei Cesarini. Plus tard, sa dépouille est transférée à la basilique de Superga, nécropole de la Maison de Savoie à Turin. À sa mort, le titre de duc de Chablais retourne à la couronne. La duchesse de Chablais mourut en 1824.